# Dobrovolná daň
Dobrovolná daň je dobrovolný příspěvek jednotlivce či společnosti na chod státu. Díky dobrovolné dani mají lidé na výběr, zda a kolik chtějí státu zaplatit, místo toho aby k tomu byli státem donuceni. Mezi zastánce dobrovolné daně patří především někteří libertariáni a objektivisté. Mezi dobrovolné daně se dá považovat i forma státní loterie, která byla uvedena v praxi například v USA.
Systém dobrovolné daně se snaží v současné době prosazovat představitelé Svobodné republiky Liberland.

## Formy dobrovolných daní
Zde jsou některé známé koncepty dobrovolných daní:
- Klasická dobrovolná daň - Přispěvatel přispěje na chod státu a představitelé státu rozhodnou dle svého uvážení na co budou prostředky použity. Tato forma daně funguje stejně jako většina příspěvkových organizací.
- Cílená dobrovolná daň - Přispěvatel se sám rozhodne, na co budou prostředky použity
- Crowdfunding daň - Přispěvatel přispěje formou klasické či cílené dobrovolné daně a dle výše svého příspěvku dostane od státu benefit (např. šlechtický titul apod.). Tato forma daně byla v minulosti do praxe uvedena představiteli Království Severního Súdánu (přes platformu Indiegogo) a Liberlandu (vlastní platforma). Tato forma daně funguje stejně, jako kampaně na crowdfundingových platformách, jako je Kickstarter nebo Indiegogo.
- Státní loterie - Přispěvatel se zúčastní loterijní hry a je tedy motivován přispívat, protože může vyhrát ceny v loterii. Tato forma daně byla do praxe uvedena v USA. Funguje na stejném principu, jako loterijní společnosti.

## Podpora
Zastánci dobrovolné daně prosazují tyto argumenty:
- Umožňuje větší svobodu jednotlivce
- Poskytuje funkci výběru peněz pro stát a dovoluje lidem rozhodnout se, na které konkrétní účely chtějí své finanční prostředky použít. Větší množství peněz se tak dostane jen na služby, které jsou potřebné a užitečné.
- Poskytuje vládním představitelům jednoduchou možnost zjistit potřeby jejich voličů v závislosti na tom, kolik peněz lidé dali do kterého sektoru státních služeb.
- Umožňuje lidem v menšině, kteří dobrovolnou daň platí, aby státní služby, které příliš mnoho zastánců nemají, stále mohly existovat alespoň v menším měřítku.

## Kritika
Odpůrci dobrovolné daně prosazují tyto argumenty:
- Stát nedokáže vybrat dostatek potřebných peněz a díky tomu nebude stát moci vymáhat právo
- Bohatí lidé podpoří velkým množstvím peněz jen konkrétní státní služby